# سنفورد بیشاپ
سنفورد بیشاپ (به انگلیسی: Sanford Bishop) نمایندهٔ حوزه انتخابیه دوم جورجیا از حزب دموکرات ایالات متحده آمریکا در مجلس نمایندگان ایالات متحده آمریکا است که برای نخستین‌بار در ۵ ژانویه ۱۹۹۳ میلادی به‌عضویت این مجلس درآمد.